# نووی ساد (آدیغیه)
نووی ساد (به لاتین: Novy Sad) یک منطقهٔ مسکونی در روسیه است که در آدیغیه واقع شده‌است.